# 음악 유닛
음악 유닛이란 복수의 음악가가 모여 결성된 집단을 가리키는 말이다. 주로 K-POP이나 J-POP에서 사용되는 용어이며, 평소에는 그냥 유닛(unit)이라고 불리는 경우가 더 많다.
밴드나 그룹이라는 단어와의 차이에 대해서 명확한 정의는 없다.

## 아이돌 유닛
아이돌 유닛이란, 아이돌 그룹 내에서 2명이나 그 이상의 멤버들이 새로운 유닛을 결성하여 활동하는 것을 이른다. 본래의 그룹과는 별개의 활동을 하며, 대부분의 아이돌 그룹이 이러한 유닛을 가지고 있다.

## 같이 보기
- 아이돌 그룹
- 음악 그룹